# Сильванський Сергій Олександрович
Сергій Олександрович Сильванський (1893, Херсон — 2 березня 1937, Москва) — мистецтвознавець, автор монографій і статей про український екслібрис, про О. Усачова, Д. Митрохіна, В. Кричевського, П. Ковжуна, М. Бутовича, О. Сахновську («Олена Сахновська. Книжкові знаки», Л. 1934) та ін.

## Біографія
Сергій Сільванський походив з дворянської родини, що мешкала в місті Херсон. Закінчив в рідному місті 1-у чоловічу гімназію. Перебрався у Москву, де влаштувався у Московський університет, закінчив юридичний факультет. Праця з книгами сприяла у студента появі захоплення історією друку та книжковим знаком. Захоплення не вщухло і після закінчення університету та повернення у Херсон. Не маючи серйозних конкурентів, молодий Сергій Сільванський поринув у вивчення історії друку і колекціонування. Він зібрав як власну бібліотеку, так і екслібриси, зразки старожитностей щодо Херсонщини тощо.
Зрілі роки Сергія Сільванського припали на трагічні десятиліття громадянської війни, розвал на промисловості і транспорті, мільйонну еміграцію з країни, репресії років Леніна, а потім Сталіна. Тим не менше з молодого юриста виробився дослідник книги та екслібриса, що збирав історичні матеріали щодо Херонщини, книги, місцеву старовину тощо. Колекція Сільванського мала власне «обличчя», позаяк була переважно створена з книжкових знаків провінційних майстрів, мало відомих у столицях. Вивчення зібраних матеріалів сприяло систематизації власного зібрання та створенню статей для періодичних видань та книг, серед них (російською)—
- «Провинциальные книжные знаки»[3]
- «Песни сердца»
- «Библиотеки старого Херсона»
- «Херсонская художественная выставка. 1927 г.»
- «Старый Херсон. I. Греческое предместье»
- «Книжные знаки Александра Скворцова»
- «Книжные знаки Р. В. Фреймана»[3] та інші.

Більшовицькі репресії в краї примусили Сегія Сільванського перебратися у Москву. Він перевіз туди і власну колекцію. Загроза власної смерті і знищення його колекції примусили володаря продати всі книжкові знаки вроздріб і вони стали частинами різних приватних збірок. Події останніх років бібліофіла та дослідника екслібрисів відомі мало. Лише нещодавно були знайдені свідоцтва про його смерть навесні 1937 року.